# Otto Scholderer

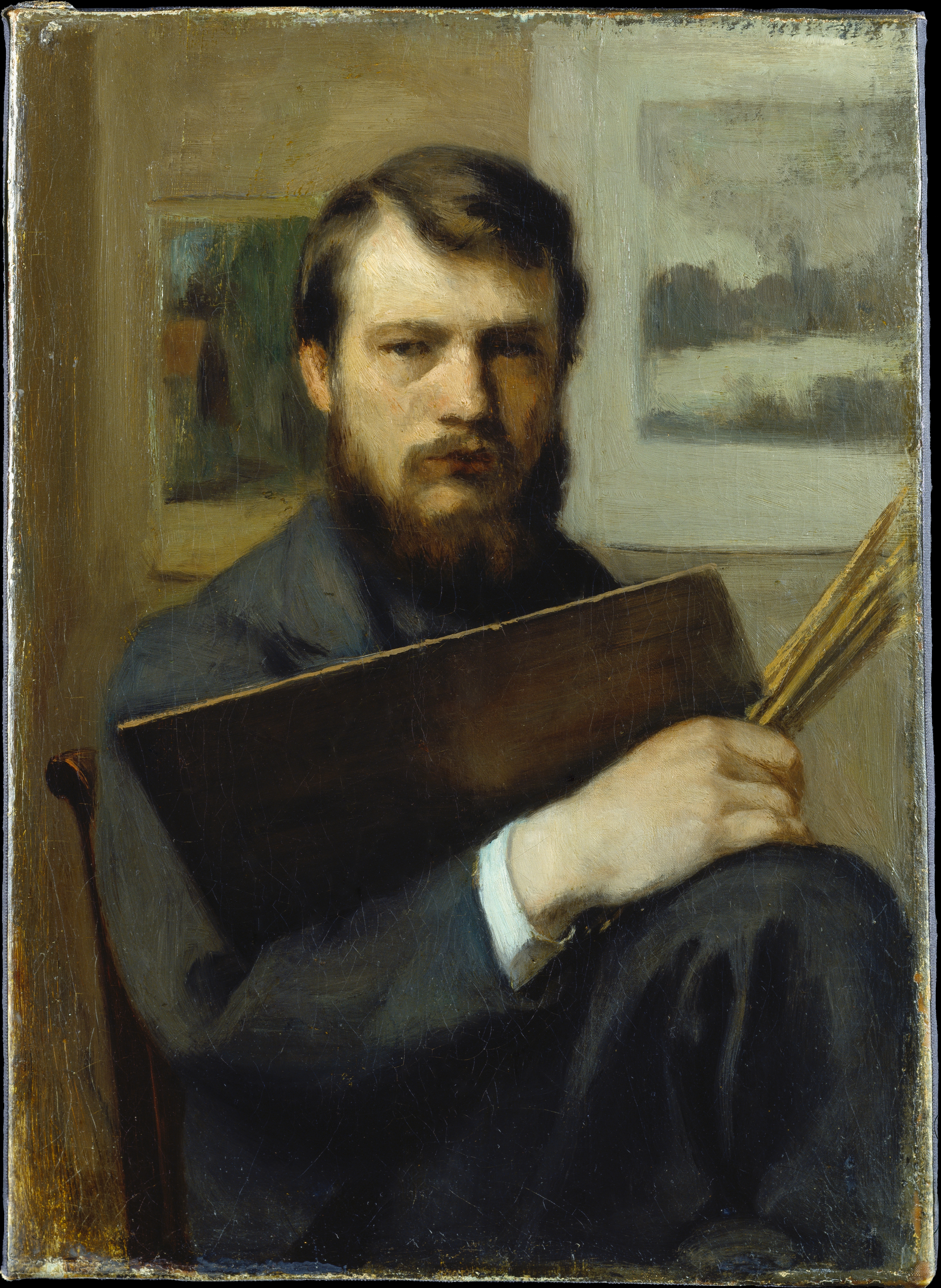
Otto Scholderer: Autorretrato con Paleta

Otto Scholderer  (25 de enero de 1834 – 22 de enero de 1902) fue un pintor alemán.

## Biografía

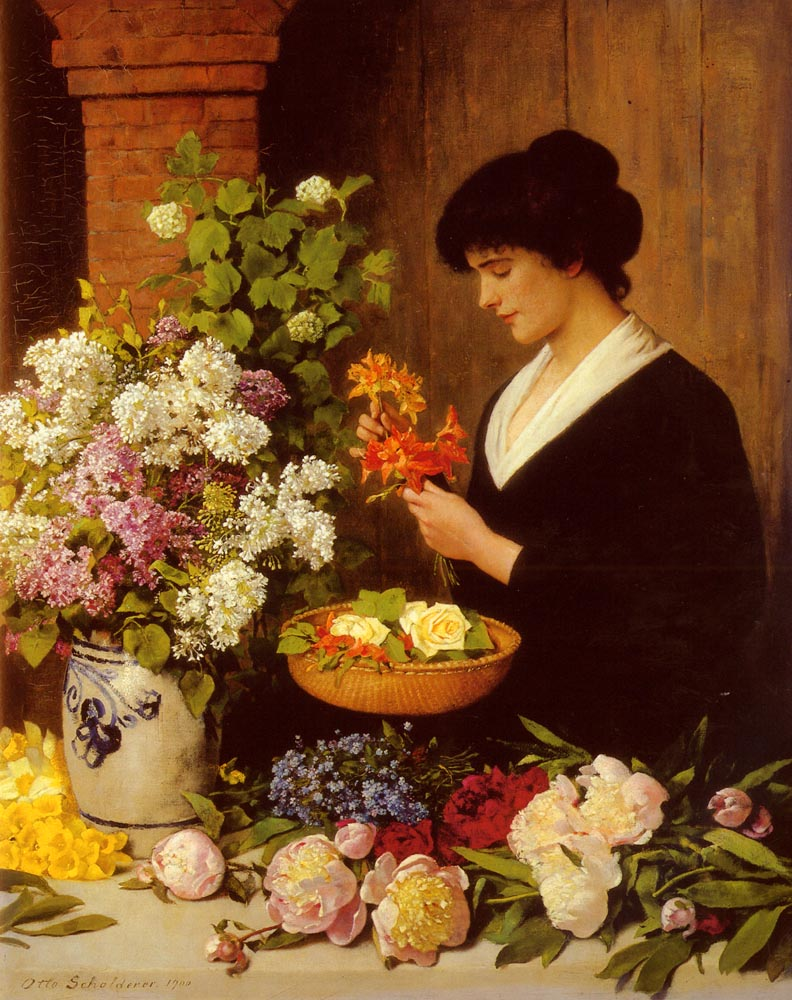
El Arreglo Floral

Nació en Fráncfort. Completada su escolarización, Scholderer acudió a la academia de artes de Städel  en 1849, donde permaneció hasta 1851. Entre sus profesores estaban el historiador del arte Johann David Passavant y el pintor Jakob Becker. Posteriormente, Scholderer se estableció en Städel como pintor independiente. Durante este periodo comenzó su amistad con Victor Müller; se convirtieron en cuñados en 1868. 
A través de Müller, Scholderer se familiarizó con los trabajos de Gustave Courbet. Scholderer realizó varios viajes de estudios cortos a París entre 1857 y 1858, donde conoció a Henri Fantin-Latour y a Édouard Manet, cuya influencia puede ser vista en su trabajo subsiguiente. Fantin-Latour incluyó el retrató de Scholderer en su pintura Studio aux Batignolles. A partir de 1858, Scholderer trabajó y vivió predominantemente en Kronberger en Taunus, donde sus colegas Anton Burger, Peter Burnitz y Louis Eysen formaban parte de la numerosa colonia de pintores de Kronberger. 
En 1866, Scholderer se estableció en Düsseldorf y trabó amistad con Hans Thoma, con quien se estableció en París en 1868, regresando a Alemania sólo un poco antes del estallido de la guerra franco-prusiana. Tras su regreso, Scholderer se estableció en Múnich, renovando su amistad con Wilhelm Leibl y convirtiéndose en uno de los artistas del Leibl-Kreis (círculo de Leibl). A principios de 1871 se trasladó a Londres y trabajó allí hasta el otoño de 1899, cuando regresó a su ciudad natal de Fráncfort donde murió a la edad de casi 68 años el 22 de enero de 1902. 
Las pinturas de Otto Scholderer, inicialmente dominadas por los paisajes, con posterioridad se centraron principalmente en los retratos y los bodegones. La importante conexión entre el periodo romántico y los Impresionistas es evidente en su trabajo.

## Trabajos (selección)
- El violinista en la ventana  (1861)
- Señora Scholderer En el Frühstückstisch
- Retrato de Oswald Sickert

## Galería

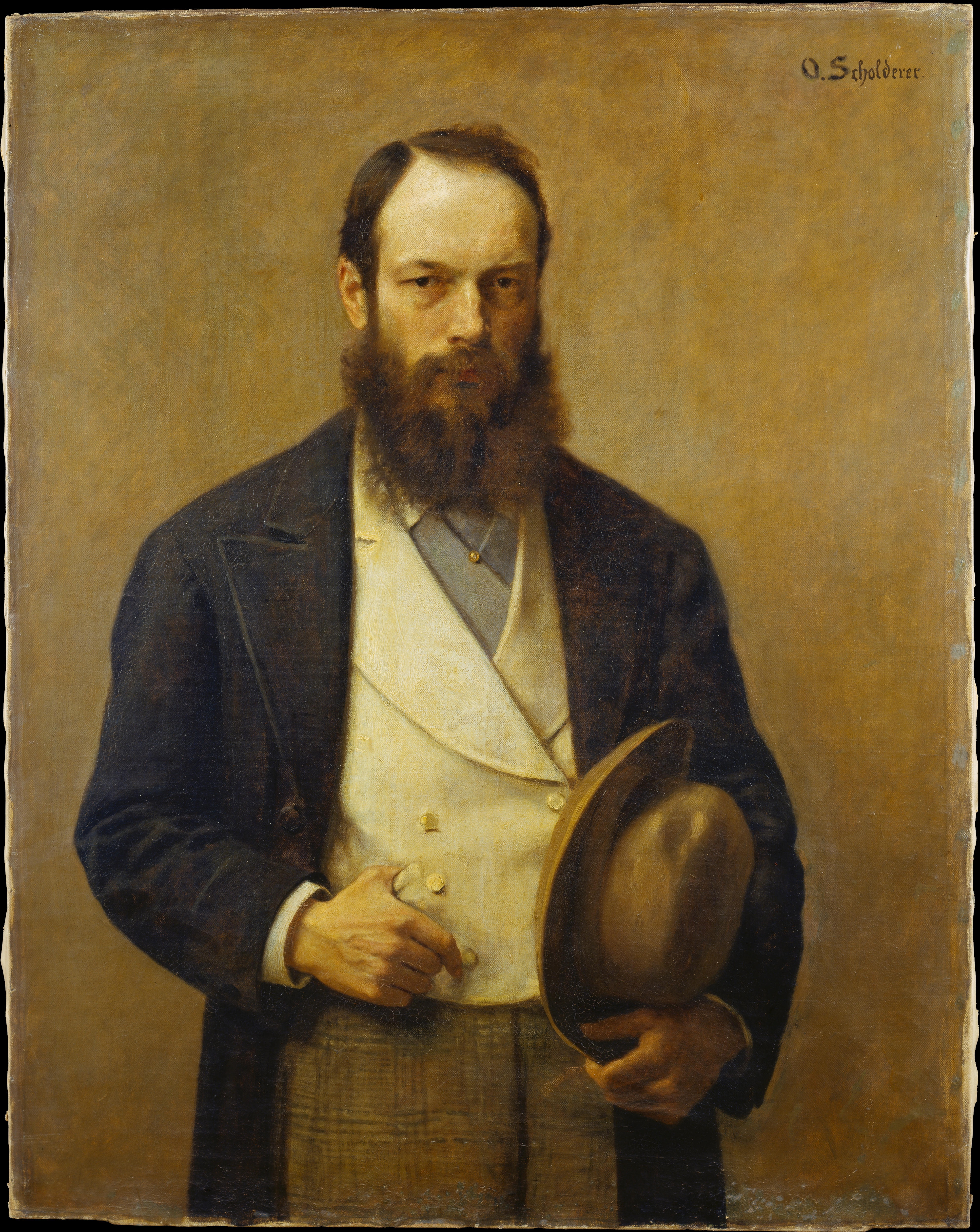
Autorretrato 1875-76
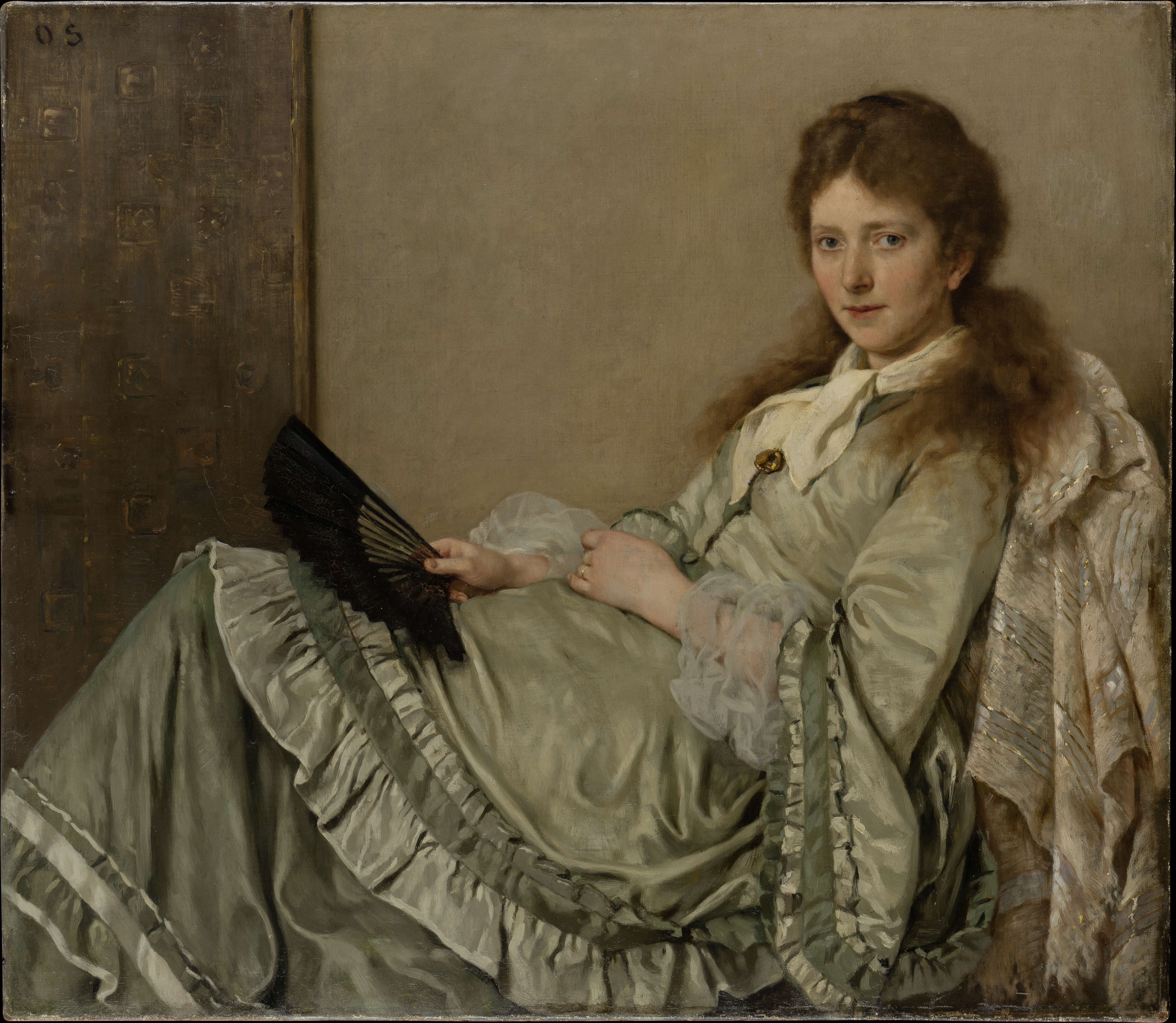
Luise Scholderer en el Ottoman
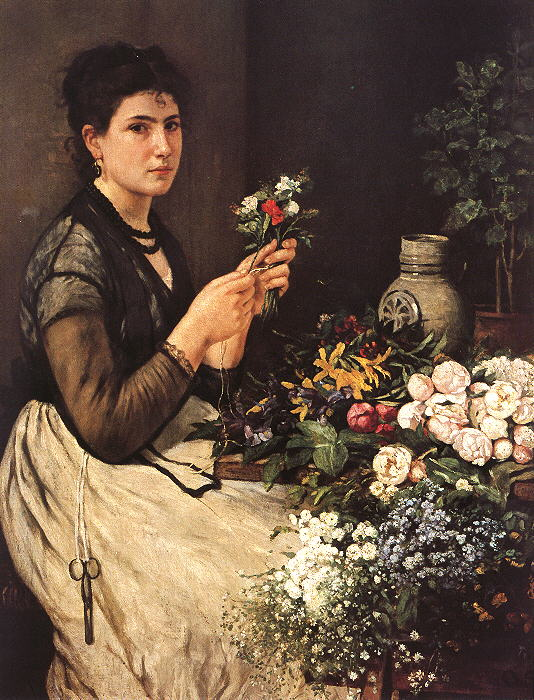
Arreglando flores
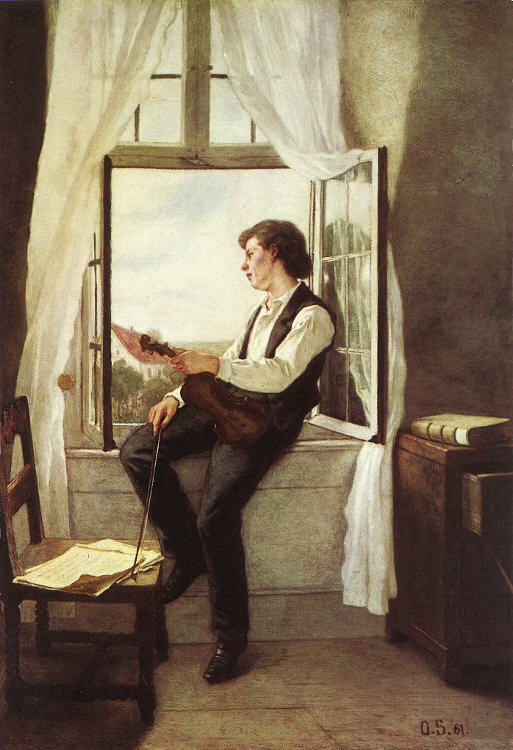
El violinista en la ventana
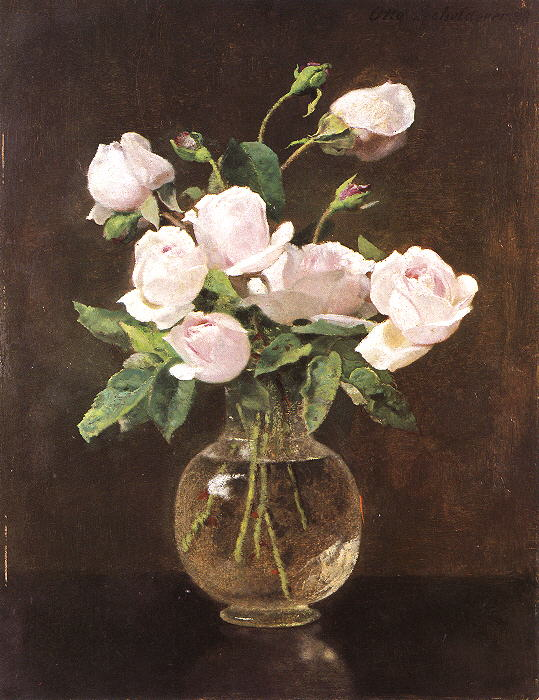
Rosas en un jarrón de vidrio
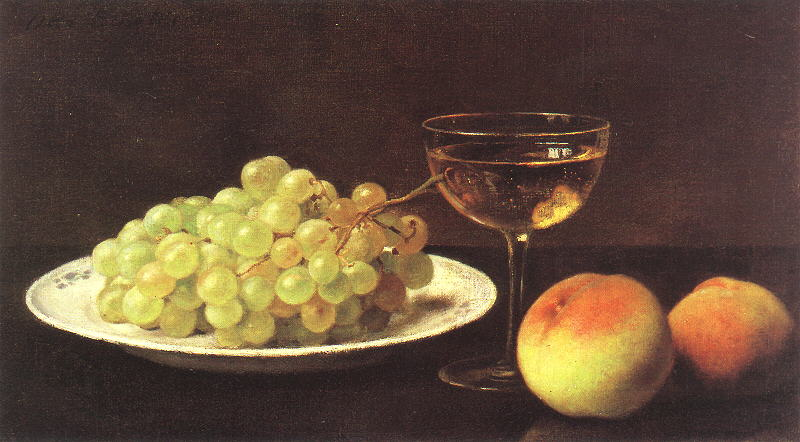
Bodegón con uvas, dos melocotones, vaso de jerez
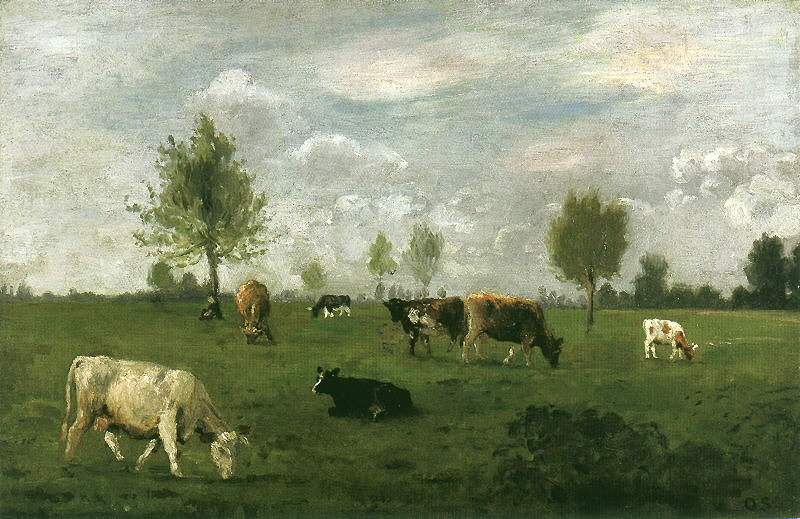
El pasto cercano a Zons en Rhine
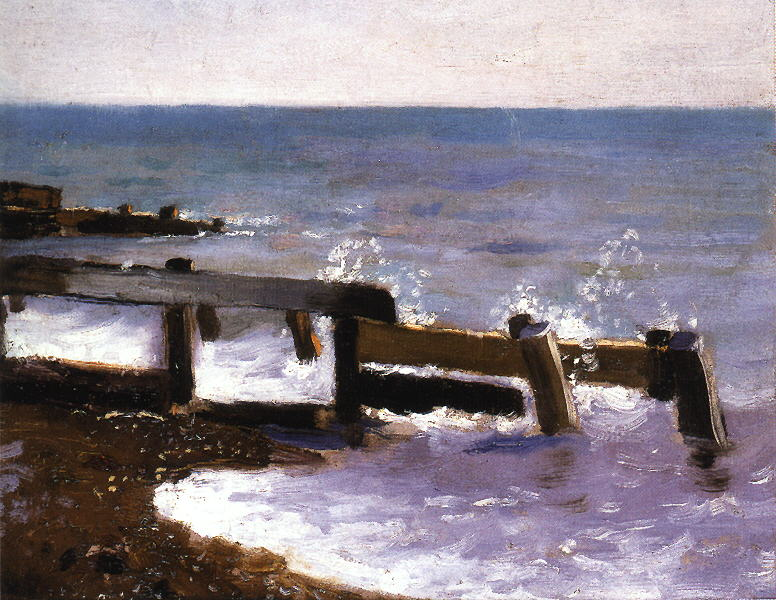
Mar
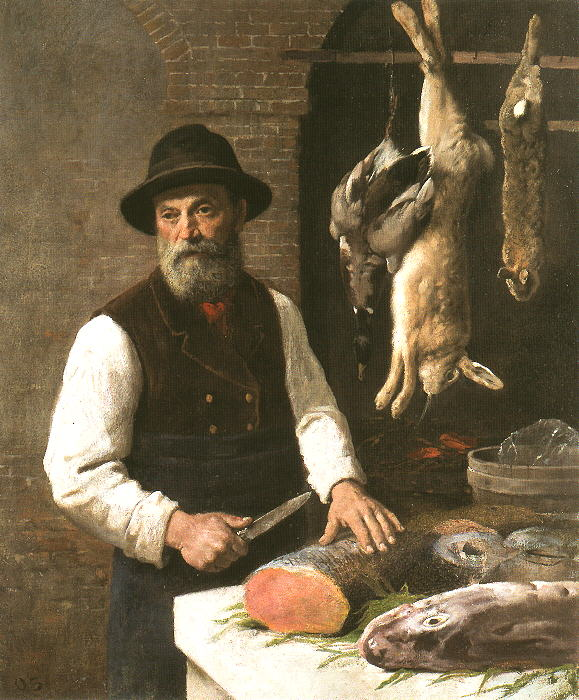
Comerciante de caza y pesca
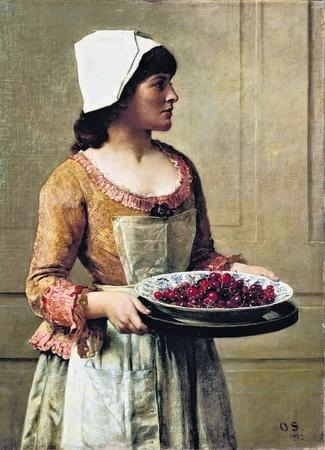
Sirvienta con bayas
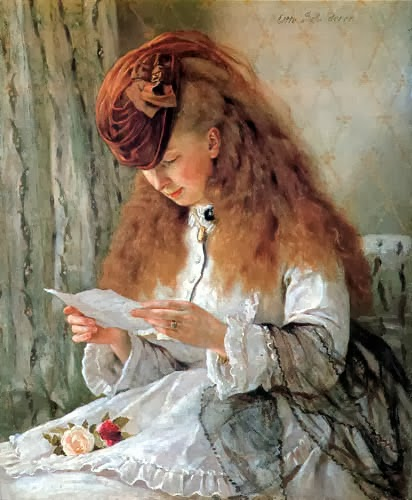
Chica leyendo una carta
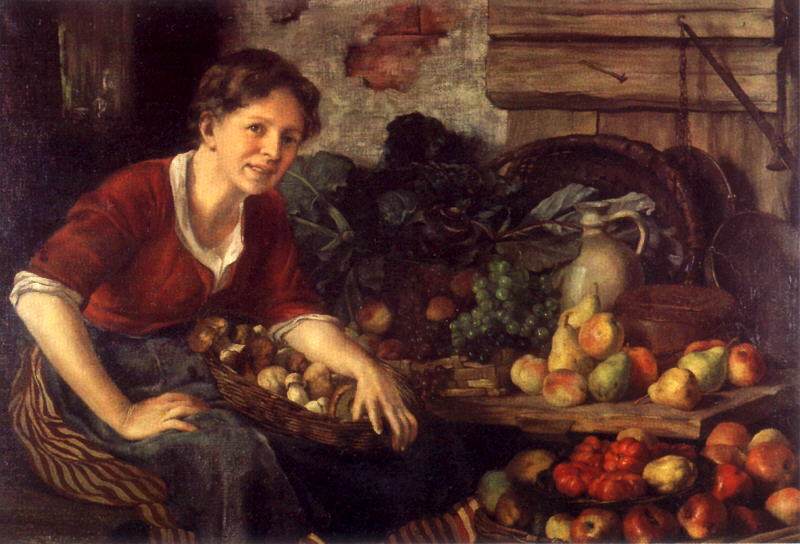
Bodegón con mujer joven
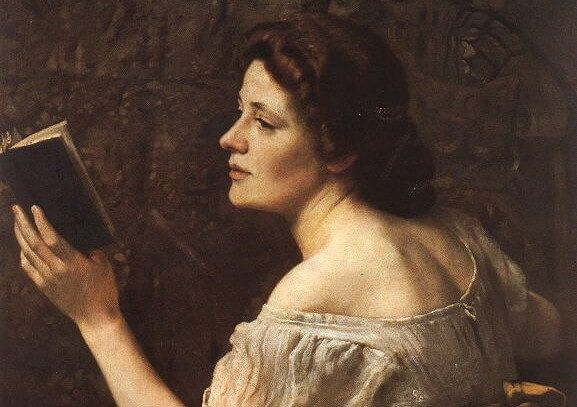
Recreación del retrato de Clelia Grillo Borromeo